# Essex-klass
Essex-klass var en fartygsklass bestående av hangarfartyg i amerikanska flottan, som utgjorde 1900-talets mest talrika fartygsklass av stora fartyg med 24 stycken byggda i versioner med både "korta skrov" och "långa skrov". Trettiotvå beställdes ursprungligen men efter andra världskrigets slut avbeställdes sex fartyg innan konstruktion och två avbeställdes efter konstruktion hade börjat. Essex-klassen hangarfartyg var ryggraden i den amerikanska flottan under andra världskriget från mitten av 1943 och framåt tillsammans med tre av Midway-klassens hangarfartyg tills de så kallade supercarriers kom in i flottan under 1960- och 1970-talen.

## Fartyg i klassen
| Nummer | Fartyg                            | Varv | Beställd | Kölsträckt | Sjösatt  | I tjänst                     | Ombyggd                                   | Ombetecknad                                        | Utrangering                | Öde                                           |
| ------ | --------------------------------- | ---- | -------- | ---------- | -------- | ---------------------------- | ----------------------------------------- | -------------------------------------------------- | -------------------------- | --------------------------------------------- |
| CV-09  | Essex                             | NNSD | feb 1940 | apr 1941   | jul 1942 | dec 1942 jan 1951            | SCB-27A, 1951 SCB-125, 1956 SCB-144, 1962 | CVA-9, 1952 CVS-9, 1960                            | jan 1947 jun 1969          | Skrotad (jun 1975)                            |
| CV-10  | Yorktown (f.d. Bon Homme Richard) | NNSD | maj 1940 | dec 1941   | jan 1943 | apr 1943 jan 1953            | SCB-27A, 1953 SCB-125, 1955 SCB-144, 1966 | CVA-10, 1953 CVS-10, 1957                          | jan 1947 jun 1970          | Museum (okt 1975)                             |
| CV-11  | Intrepid                          | NNSD | maj 1940 | dec 1941   | apr 1943 | aug 1943 feb 1952 okt 1954   | SCB-27C, 1954 SCB-125, 1957 SCB-144, 1965 | CVA-11, 1952 CVS-11, 1961                          | mar 1947 apr 1952 mar 1974 | Museum (aug 1982)                             |
| CV-12  | Hornet (f.d. Kearsarge)           | NNSD | sep 1940 | aug 1942   | aug 1943 | nov 1943 mar 1951 sep 1953   | SCB-27A, 1953 SCB-125, 1956 SCB-144, 1965 | CVA-12, 1953 CVS-12,1958                           | jan 1947 maj 1951 jun 1970 | Museum (jul 1989)                             |
| CV-13  | Franklin                          | NNSD | sep 1940 | dec 1942   | okt 1943 | jan 1944                     |                                           |                                                    | feb 1947                   | Skrotad (aug 1966)                            |
| CV-14  | Ticonderoga* (f.d. Hancock)       | NNSD | sep 1940 | feb 1943   | feb 1944 | maj 1944 okt 1954            | SCB-27C, 1954 SCB-125, 1957               | CVA-14, 1954 CVS-14, 1969                          | jan 1947 sep 1973          | Skrotad (sep 1975)                            |
| CV-15  | Randolph*                         | NNSD | sep 1940 | maj 1943   | jun 1944 | okt 1944 jul 1953            | SCB-27A, 1953 SCB-125, 1956 SCB-144, 1961 | CVA-15, 1953 CVS-15, 1959                          | feb 1948 feb 1969          | Skrotad (maj 1975)                            |
| CV-16  | Lexington (f.d. Cabot)            | FRSY | sep 1940 | jul 1941   | sep 1942 | feb 1943 aug 1955            | SCB-27C/125, 1955                         | CVA-16,1955 CVS-16, 1962 CVT-16, 1969 AVT-16, 1978 | apr 1947 nov 1991          | Museum (jun 1992)                             |
| CV-17  | Bunker Hill                       | FRSY | sep 1940 | sep 1941   | dec 1942 | maj 1943                     |                                           |                                                    | jan 1947                   | Skrotad (maj 1973)                            |
| CV-18  | Wasp (f.d. Oriskany)              | FRSY | sep 1940 | mar 1942   | aug 1943 | nov 1943 sep 1951            | SCB-27A, 1951 SCB-125, 1955 SCB-144, 1964 | CVA-18, 1952 CVS-18, 1956                          | feb 1947 jul 1972          | Skrotad (maj 1973)                            |
| CV-19  | Hancock* (f.d. Ticonderoga)       | FRSY | sep 1940 | jan 1943   | jan 1944 | april 1944 feb 1954 nov 1956 | SCB-27C, 1954 SCB-125, 1956               | CVA-19, 1952 CV-19, 1975                           | maj 1947 apr 1956 jan 1976 | Skrotad (sep 1976)                            |
| CV-20  | Bennington                        | BNY  | dec 1941 | dec 1942   | feb 1944 | aug 1944 nov 1952            | SCB-27A, 1952 SCB-125, 1955 SCB-144, 1963 | CVA-20, 1952 CVS-20, 1959                          | nov 1946 jan 1970          | Skrotad (jan 1994)                            |
| CV-21  | Boxer*                            | NNSD | dec 1941 | sep 1943   | dec 1944 | apr 1945                     | Amfibie                                   | CVA-21, 1952 CVS-21, 1956 LPH-4, 1959              | dec 1969                   | Skrotad (feb 1971)                            |
| CV-31  | Bon Homme Richard                 | BNY  | aug 1942 | feb 1943   | apr 1944 | nov 1944 jan 1951 sep 1955   | SCB-27C/125, 1955                         | CVA-31, 1952                                       | jan 1947 maj 1953 jul 1971 | Skrotad (mar 1992)                            |
| CV-32  | Leyte* (f.d. Crown Point)         | NNSD | aug 1942 | feb 1944   | aug 1945 | apr 1946                     |                                           | CVA-32, 1952 CVS-32, 1953                          | maj 1959                   | skrotad (mar 1970)                            |
| CV-33  | Kearsarge*                        | BNY  | aug 1942 | mar 1944   | maj 1945 | mar 1946 feb 1952            | SCB-27A, 1952 SCB-125, 1957 SCB-144, 1962 | CVA-33, 1952 CVS-32, 1958                          | jun 1950 feb 1970          | Skrotad (feb 1974)                            |
| CV-34  | Oriskany**                        | BNY  | aug 1942 | maj 1944   | okt 1945 | sep 1950 mar 1959            | SCB-27, 1950 SCB-125A, 1959               | CVA-34, 1952 CV-34, 1975                           | jan 1957 sep 1976          | Borrad i sank som artificiellt rev (maj 2006) |
| CV-35  | Reprisal***                       | BNY  | aug 1942 | juli 1944  | 1946     |                              |                                           |                                                    |                            | Skrotad (nov 1949)                            |
| CV-36  | Antietam*                         | PNY  | aug 1942 | mar 1943   | aug 1944 | jan 1945 jan 1951            | Experimentellt vinklat däck, 1952         | CVA-36, 1952 CVS-36, 1953                          | 1949 maj 1963              | Skrotad (feb 1974)                            |
| CV-37  | Princeton* (f.d. Valley Forge)    | PNY  | aug 1942 | sep 1943   | jul 1945 | nov 1945 aug 1950            | Amfibie                                   | CVA-37, 1952 CVS-37, 1954 LPH-5, 1959              | jun 1949 jan 1970          | Skrotad (maj 1971)                            |
| CV-38  | Shangri-La*                       | NNY  | aug 1942 | jan 1943   | feb 1944 | sep 1944 maj 1951            | SCB-27C/125, 1955                         | CVA-38, 1952 CVS-38, 1969                          | nov 1947 jjul 1971         | Skrotad (aug 1988)                            |
| CV-39  | Lake Champlain*                   | NNY  | aug 1942 | mar 1943   | nov 1944 | jun 1945 sep 1952            | SCB-27A, 1952                             | CVA-39, 1952 CVS-39, 1957                          | feb 1947 maj 1966          | Skrotad (apr 1972)                            |
| CV-40  | Tarawa*                           | NNY  | aug 1942 | mar 1944   | maj 1945 | nov 1945 feb 1951            |                                           | CVA-40, 1952 CVS-40, 1955                          | jun 1949 maj 1960          | Skrotad (okt 1968)                            |
| CV-45  | Valley Forge*                     | PNY  | jun 1943 | sep 1944   | nov 1945 | nov 1946                     | Amfibie                                   | CVA-45, 1952 CVS-45, 1953 LPH-8, 1961              | jan 1970                   | Skrotad (okt 1971)                            |
| CV-46  | Iwo Jima***                       | NNSD | jun 1943 | jan 1945   |          |                              |                                           |                                                    |                            | Höggs upp på slipen                           |
| CV-47  | Philippine Sea*                   | FRSY | jun 1943 | aug 1944   | sep 1945 | maj 1946                     |                                           | CVA-47, 1952 CVS-47, 1955                          | dec 1958                   | Skrotad (mar 1971)                            |

*Långa skrov   **Slutförd med modifierad design   ***Aldrig färdigställd
Fartygsnumren 22-30 tilldelades de lätta hangarfartygen i Independence-klassen (CVL); fartygsnumren 41-44 tilldelades de stora hangarfartygen (CVB) i Midway-klassen.
Reprisal, kölsträckt i juli 1944 vid New York Navy Yard och sjösatt 1945, fick sin konstruktion avbruten på grund av en olycka den 12 augusti 1945 när ungefär halva fartyget var klart. Hon skrotades halvfärdig efter tester. Iwo Jima (CV-46) kölsträcktes vid Newport News Shipbuilding i januari 1945 men avbeställdes i augusti 1945 och höggs upp på slipen.
Sex fartyg år 1945, ingen med namn, tilldelades Bethlehem Steel Company (CV-50), New York Navy Yard (CV:s 51 & 52), Philadelphia Navy Yard (CV-53) och Norfolk Navy Yard (CV:s 54 & 55). Deras konstruktion avbröts i mars 1945.
Oriskany (CV-34) beställdes och kölsträcktes som ett fartyg ur Essex-klassen och färdigställdes 1950 med den mycket modifierade SCB-27A-designen. Från och med att hon togs i tjänst till hennes ombyggnad 1957-59 var hon listad som ledfartyget av den separata Oriskany-klassen.

### Senare omklassificeringar
Successiva ombyggnationer och förändrade roller innebar att den ursprungliga enhetliga Essex-klassen delades av flottan i flera klasser, som gick igenom många förändringar och namnbyten. Enligt Naval Vessel Registry var den sista klassificeringen:
- CVS-10 Yorktown-klass (SCB-27A): Essex, Yorktown, Hornet, Randolph, Wasp, Bennington, Kearsarge, Lake Champlain
- CVS-11 Intrepid-klass (SCB-27C + SCB-144): Intrepid
- CVA-19 Hancock-klass (SCB-27C): Ticonderoga, Hancock, Bon Homme Richard, Oriskany, Shangri-La
- AVT-8  Franklin-klass (ej ombyggda fartyg): Franklin, Bunker Hill, Leyte, Antietam, Tarawa, Philippine Sea
- AVT-16 Lexington-klass (träningsfartyg): Lexington
- LPH-4 Boxer-klass (Amfibiefartyg): Boxer, Princeton, Valley Forge